# Publius Furius Medullinus Fusus
Publius Furius Medullinus Fusus war gemäß der legendären antiken Überlieferung römischer Konsul im Jahre 472 v. Chr. zusammen mit Lucius Pinarius Mamercinus Rufus.
Publius Furius wird in der Überlieferung von Livius ohne Cognomen erwähnt, ebenso hat er bei Dionysios von Halikarnassos kein Cognomen. In den Fasti Capitolini ist als Cognomen (...[Medullinus F]usus) überliefert.
Im Jahre 467 v. Chr. soll er eine führende Rolle bei der Gründung der Kolonie Antium gespielt haben. Während des Krieges gegen die Aequer soll er als Offizier unter seinem Bruder Spurius Furius Medullinus Fusus, dem Konsul des Jahres 464, gedient haben und während eines Kampfes gegen die Aequer getötet worden sein.